# Mocro Maffia: Komtgoed
Mocro Maffia: Komtgoed, soms simpelweg afgekort tot Komtgoed, is een Nederlandse dramatische mini-misdaadserie uit 2021 geregisseerd door Aaron van Valen, naar een idee van Achmed Akkabi. De serie is een spin-off van de serie Mocro Maffia en ging op 22 januari 2021 in première.

## Verhaal
De serie volgt de vijftienjarige Zakaria Fallouny, beter bekend als Komtgoed, die steeds meer in de problemen raakt. Zijn problemen stappelen zich uiteindelijk zo op dat hij bij het justitieel apparaat belandt, waardoor jeugddetentie en een pleeggezin volgen. Als de problemen blijven komen, ziet hij als enige oplossing om zich aan te sluiten bij de verkeerde groep mensen.

## Rolverdeling
| acteur                 | personage                   |
| ---------------------- | --------------------------- |
| Marouane Meftah        | Zakaria 'Komtgoed' Fallouny |
| Karym El Dawey         | Ibrahim 'Ibo'               |
| Ahmed Bouyaghroumni    | Havik                       |
| Yassine Merzaq         | Scennoe                     |
| Mounira Hadj Mansour   | Meryem                      |
| Michiel Bakker         | jeugdzorgmedewerker         |
| Romano Hayes           | Bryan                       |
| Dennis Coenen          | Dennis                      |
| Puck van Stijn         | Saskia                      |
| Catalijn Willemsen     | Machteld                    |
| Mounir Hamdoune        | Karim                       |
| Mehrnoush Rahmani      | advocaat                    |
| Fabian Holle           | officier van justitie       |
| Marloes van den Heuvel | kinderrechter               |
| Gillis Biesheuvel      | therapeut                   |
| Patrick Mathurin       | begeleider                  |
| Jorik van Veen         | zakenman                    |
| Lucho Hermanus         | Daryl                       |
| Jeffrey Mulder         | sociotherapeut              |

## Afleveringen
| Afl. | Titel                                   | Regisseur       | Datum           |
| ---- | --------------------------------------- | --------------- | --------------- |
| 1    | Hij richtte direct die nakkoe op mij    | Aaron van Valen | 22 januari 2021 |
| 2    | Doe die kk deur open                    | Aaron van Valen | 22 januari 2021 |
| 3    | En toen vloog die slot zo uit mijn hand | Aaron van Valen | 22 januari 2021 |
| 4    | Niet op z'n hoofd bro                   | Aaron van Valen | 22 januari 2021 |
| 5    | Wil je er ook één?                      | Aaron van Valen | 22 januari 2021 |
| 6    | Speelt ie heethoofd, ouleh?             | Aaron van Valen | 22 januari 2021 |
| 7    | Challas a ezels                         | Aaron van Valen | 22 januari 2021 |

## Achtergrond
De serie werd geregisseerd door Aaron van Valen, naar een idee van Achmed Akkabi. De productie was in handen van Annemieke van Vliet en Femke Bennink namens productiebedrijf Fiction Valley. Het scenario van de serie werd geschreven door Akkabi, Kevin Boitelle, Mustafa Duygulu en Martin van Steijn. Hoofdrollen in de serie waren weggelegd voor onder anderen Marouane Meftah, Karym El Dawey, Ahmed Bouyaghroumni, Yassine Merzaq en Mounira Hadj Mansour.

## Release
De miniserie is een spin-off van de serie Mocro Maffia en speelt zich af tussen het tweede en derde seizoen. Mocro Maffia: Komtgoed ging op 22 januari 2021 met zijn volledige zeven afleveringen in première op streamingdienst Videoland. De serie werd in het geheim gemaakt en ging zonder enige aankondiging als verrassing in première.